# Augustin Herman
Augustin Herman (en tchèque : Augustin Heřman), né vers 1621 et mort en septembre 1686, est un explorateur, marchand et cartographe venu de Bohème pour s'installer à New Amsterdam et dans le comté de Cecil, Maryland. À la demande de Cecil Calvert, 2e baron Baltimore, il dessine une carte précise des régions de la baie de Chesapeake et de la baie du Delaware en Amérique du Nord, en échange de laquelle il est autorisé à créer une plantation, nommée Bohemia Manor, dans ce qui est actuellement le Sud-Est du comté de Cecil, Maryland.

## Biographie
Augustin Herman naît vers 1621 à Mšeno, dans le royaume de Bohême. Ayant reçu une formation d'arpenteur, il est doué pour l'esquisse et le dessin. Il parle également un certain nombre de langues, dont le latin, qu'il utilise dans ses missions diplomatiques auprès des Britanniques. En 1640, travaillant pour la Compagnie des Indes occidentales, Herman arrive à New Amsterdam, aujourd'hui Lower Manhattan à New York. Il devient un membre important de la communauté néerlandaise, comme agent de la maison de commerce Peter Gabry and Sons d'Amsterdam. Il est l'un des propriétaires de la frégate La Grace, qui pratique la course contre les navires de commerce espagnols. En partenariat avec son beau-frère, George Hack, il devient le plus grand exportateur de tabac d'Amérique. Échangeant des fourrures et du tabac contre du vin et des esclaves, il devient propriétaire de biens immobiliers considérables, dont la plupart de ce qui est aujourd'hui la ville de Yonkers, New York.
Devenu l'une des personnes les plus influentes de la Nouvelle-Amsterdam, il est élu en 1647 au conseil d'administration des « Nine Men », citoyens organisés pour conseiller et guider le directeur général de New Netherland. Il devient président du Conseil. Insatisfait de la direction de Peter Stuyvesant, Herman est l'un des signataires d'une plainte, la « Vertoogh », envoyée en Hollande en juillet 1649 « pour représenter le mauvais état de ce pays et demander réparation ». Stuyvesant ne peut laisser passer ce défi et prend des mesures pour assurer la ruine financière d'Herman, qui, en 1653, est brièvement emprisonné pour dettes.
En 1651, au nom de la province, Herman négocie l'achat de Staten Island et d'une grande étendue le long de la rive ouest d'Arthur Kill de ce qui est maintenant Perth Amboy à Elizabeth.
En 1659, il est envoyé à St. Mary's, Maryland, avec Resolved Waldron pour négocier le différend entre le propriétaire de New Netherlands et du Maryland, Cecil Calvert, 2e baron Baltimore, sur la propriété des terres sur la rive ouest de la baie du Delaware, réclamées par les deux parties.

### Le Manoir de Bohême

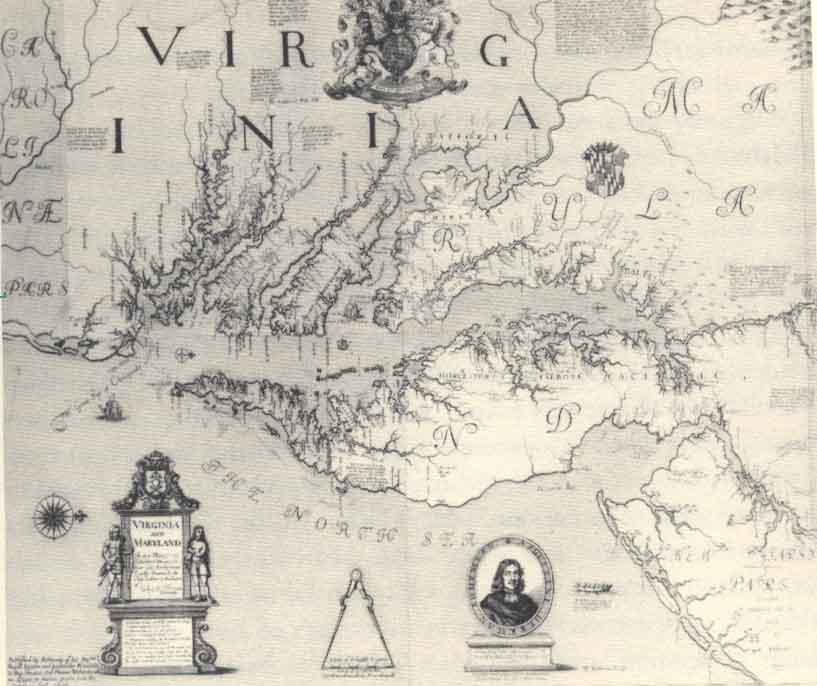
Carte de 1670 d'Herman du Maryland et de la Virginie.

Herman propose à Lord Baltimore de réaliser une carte de la région en échange d'une concession de terres dans la zone de son choix. L'offre est acceptée en septembre 1660, Herman travaille 10 années sur la carte. En compensation de ses services, Lord Baltimore lui accorde « des terres d'habitation à sa postérité et le privilège du manoir ». Herman déménage avec sa famille dans le Maryland en 1661, ayant jeté son dévolu sur une première concession de 4 000 acres de terre qu'il nomme Bohemia Manor, d'après son lieu de naissance.
Herman possède une grande partie des terres à l'est de la rivière Elk (en) et au nord de la rivière Bohemia (en). Le manoir est a été construit sur la rive nord de la rivière Bohemia, en face de Hacks Point, et juste à l'ouest de l'actuelle Maryland Route 213. La propriété comprend un parc clos où Herman garde des cerfs comme animaux de compagnie. Herman obtient la citoyenneté du Maryland en 1666. Une fois terminée la carte du Maryland et de la Virginie en 1670, il obtient de nouvelles concessions, connues sous le nom de Little Bohemia, au sud de la rivière Bohemia, et de St. Augustine Manor, s'étendant jusqu'à la rivière Delaware entre St. George's Creek et Appoquinimink River. Il devient l'un des plus grands propriétaires terriens d'Amérique du Nord avec 30 000 acres (120 km2), payant une compensation aux Amérindiens Susquehannock, qui possédaient la terre.
Herman se marie le 10 décembre 1651 à New Amsterdam avec Jannetje Marie Varleth. Jannetje meurt avant 1665. Herman se remarie avec Mary Catherine Ward[Information douteuse] du Maryland. Herman passe le reste de sa vie dans sa plantation, exerçant occasionnellement des activités commerciales et des fonctions officielles. Il devient membre du conseil du gouverneur et juge du comté de Baltimore, qui comprend alors toute la partie supérieure de la baie de Chesapeake. En 1674, le comté de Cecil est créé et le premier palais de justice est construit près de la rivière Sassafras. En 1678, Herman est nommé commissaire pour la paix du comté de Cecil pour traiter avec les Amérindiens. Paralysé à la fin de sa vie, il meurt à 65 ans en septembre 1686 à Bohemia Manor dans le comté de Cecil, Maryland où il est enterré.

## Postérité

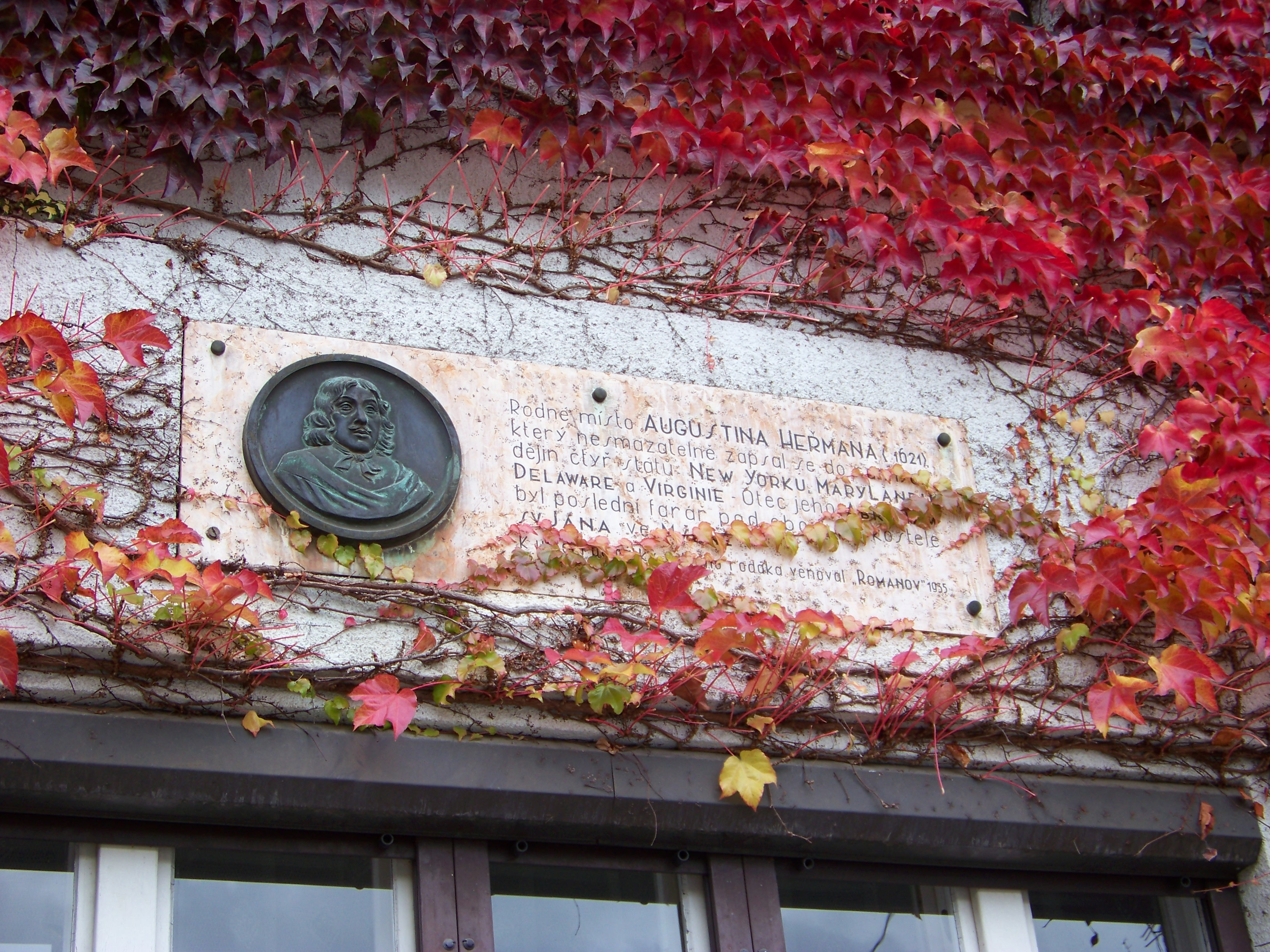
Plaque à Mšeno, République tchèque.

Une plaque utilisant l'orthographe tchèque de ce nom, Augustin Heřman, est apposée dans la rue Cinibulkova de la ville de Mšeno, en République tchèque.
La Maryland Route 213 entre Chestertown et Elkton est nommée Augustine Herman Highway en son honneur.
Deux écoles prennent le nom de Bohemia Manor : le Lycée Bohemia Manor et le Collège Bohemia Manor. L'Augustine Beach Hotel tire son nom d'Augustin Herman.